# Земляничное дерево
Земляни́чное де́рево, или Земляни́чник, или Арбутус (лат. Arbútus) — род кустарников или деревьев семейства Вересковые (Ericaceae).
Русский термин «земляничное дерево» может относиться как к роду Arbutus в целом, так и к виду Arbutus unedo.

## Биологическое описание
Вечнозелёные мелкие деревья или кустарники с гладкой кораллово-красной или трещиноватой грубой бурой корой.
Листорасположение очерёдное. Листья кожистые, цельнокрайные или пильчатые, на черешках.
Цветки в конечных повислых или прямостоячих метёлках. Чашечка глубоко пятилопастная, остающаяся при плодах; венчик сростно-лепестный, шаровидно-кувшинчатый, после цветения быстро опадающий, белый или розовый, с пятью завернутыми наружу тупыми зубцами. Тычинок 10, не выступающих из венчика; пыльники с двумя назад отогнутыми придатками, открывающиеся на верхушке отверстиями; тычиночные нити тонковолосистые. Подпестичный диск обычно 16-лопастный. Завязь пятигнездная, с многочисленными семяпочками.
Плод — ягодообразный, многосемянный, пятигнёздный, шаровидный, с мучнистой мякотью, обычно снаружи с бугорчатыми желёзками. Семена мелкие, эллипсоидные.
| |  |  |  |
| Слева направо: Ствол с отслоившейся корой (Arbutus andrachne). Листья (Arbutus × andrachnoides). Цветки (Arbutus menziesii). Зрелые плоды (Arbutus unedo). |  |  |  |

## Распространение и экология
Наибольшее разнообразие видов наблюдается в Мексике; растения этого рода растут также в Средиземноморье, в Северной Америке и Европе (в частности, в Ирландии).
Разводят посевом семян.
Засухоустойчивы и светолюбивы.
Растут медленно, в 10 лет достигают высоты 2,5 м, в 45 лет — 5 м. В окрестностях Гаспры и на вершине Ай-Никола два дерева, по оценке учёных, имеют возраст 1000 лет. Охват ствола этих деревьев около 4 м.

## Значение и применение

Медведь и земляничное дерево на гербе Мадрида

Древесина буровато-белая, прочная, твёрдая, тяжёлая, используется для изготовления столярных и токарных изделий.
Медоносы.
Листья используют для дубления кожи.
Кора содержит андромедотоксин.
Изображение земляничного дерева присутствует на гербе Мадрида, столицы Испании. Также этот герб изображается на такси, различных указателях, канализационных люках и других объектах городской инфраструктуры.

## Таксономия
Arbutus L., Species Plantarum 1: 395. 1753.

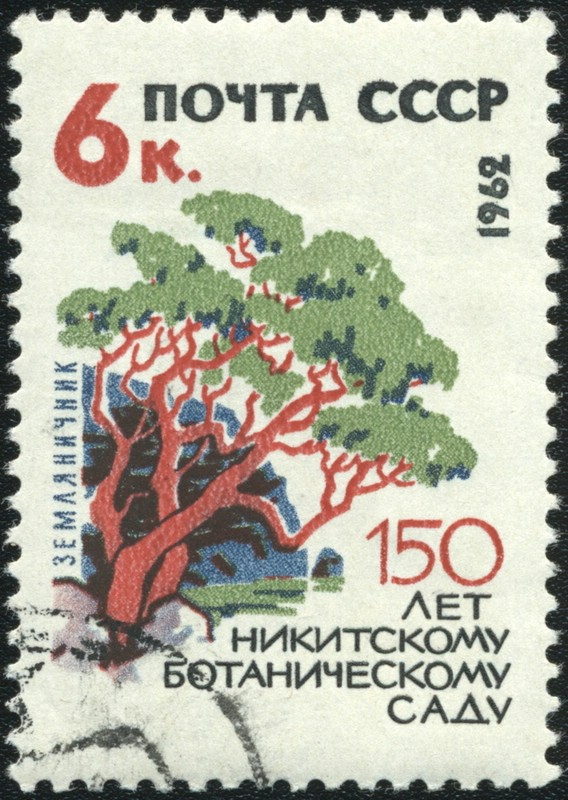
Земляничник на почтовой марке СССР. 1962 год

Род Земляничное дерево входит подсемейство Arbutoideae семейства Вересковые (Ericaceae) порядка Верескоцветные (Ericales).
|  |                                      |  |                                                             |                                                             |                      |  | ещё 25 семейств (согласно Системе APG II) | ещё 25 семейств (согласно Системе APG II)   |                                             |  |                |  | ещё 5 родов | ещё 5 родов |  |
|  |                                      |  |                                                             |                                                             |                      |  | ещё 25 семейств (согласно Системе APG II) | ещё 25 семейств (согласно Системе APG II)   |                                             |  |                |  | ещё 5 родов | ещё 5 родов |  |
|  |                                      |  |                                                             | порядок Верескоцветные                                      |                      |  |                                           |                                             | подсемейство Arbutoideae                    |  |                |  |             |             |  |
|  |                                      |  |                                                             | порядок Верескоцветные                                      |                      |  |                                           |                                             | подсемейство Arbutoideae                    |  | около 14 видов |  |             |             |  |
|  | отдел Цветковые, или Покрытосеменные |  |                                                             |                                                             | семейство Вересковые |  |                                           |                                             | род Земляничное дерево                      |  |                |  |             |             |  |
|  | отдел Цветковые, или Покрытосеменные |  |                                                             |                                                             |                      |  |                                           |                                             |                                             |  |                |  |             |             |  |
|  |                                      |  | ещё 44 порядка цветковых растений (согласно Системе APG II) | ещё 44 порядка цветковых растений (согласно Системе APG II) |                      |  |                                           | ещё 7 подсемейств (согласно Системе APG II) | ещё 7 подсемейств (согласно Системе APG II) |  |                |  |             |             |  |
|  |                                      |  |                                                             | ещё 44 порядка цветковых растений (согласно Системе APG II) |                      |  |                                           |                                             | ещё 7 подсемейств (согласно Системе APG II) |  |                |  |             |             |  |

### Виды
По информации базы данных The Plant List, род включает 11 видов:
- Arbutus andrachne L. — Земляничное дерево красное, или Земляничник греческий
- Arbutus × andrachnoides Link
- Arbutus × androsterilis M.Salas & al.
- Arbutus arizonica (A.Gray) Sarg. — Земляничное дерево аризонское, или Земляничник аризонский
- Arbutus canariensis Duhamel — Земляничное дерево канарское, или Земляничник канарский
- Arbutus madrensis S.González
- Arbutus menziesii Pursh — Земляничное дерево Менциса, или Земляничник Менциса
- Arbutus occidentalis McVaugh & Rosatti
- Arbutus tessellata P.D.Sørensen
- Arbutus unedo L. typus[2] — Земляничное дерево крупноплодное, или Земляничник обыкновенный, или Земляничное дерево, или Земляничное дерево обыкновенное[1]

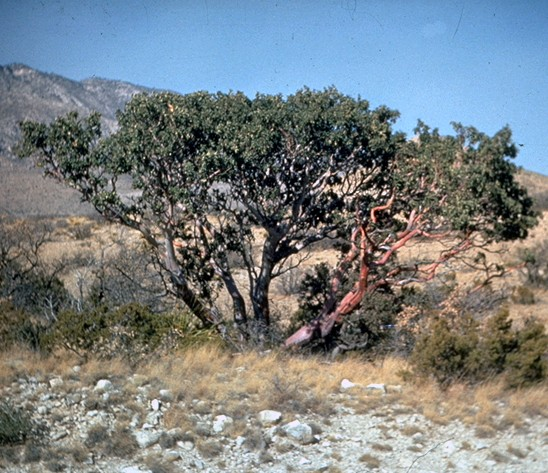
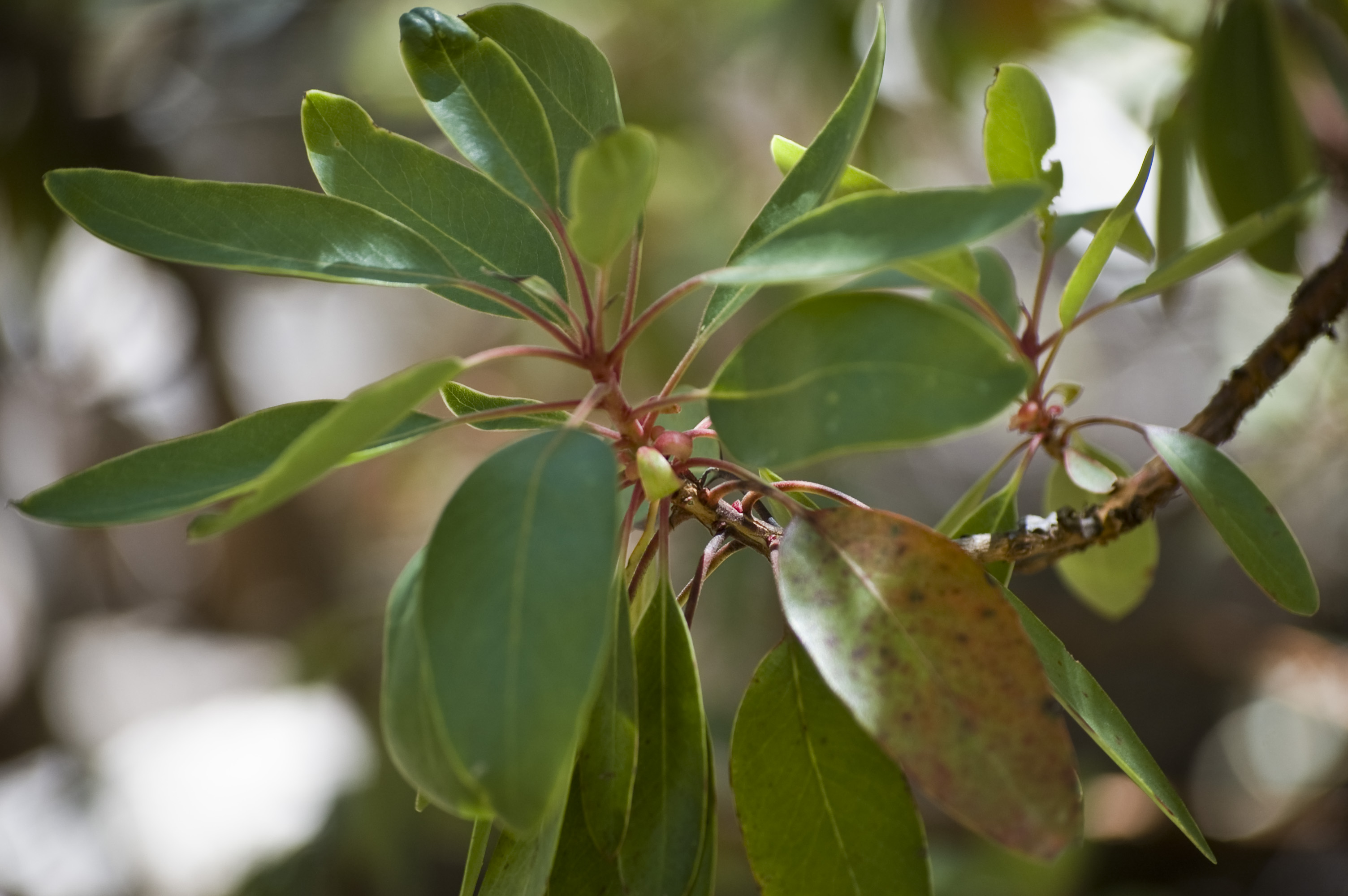
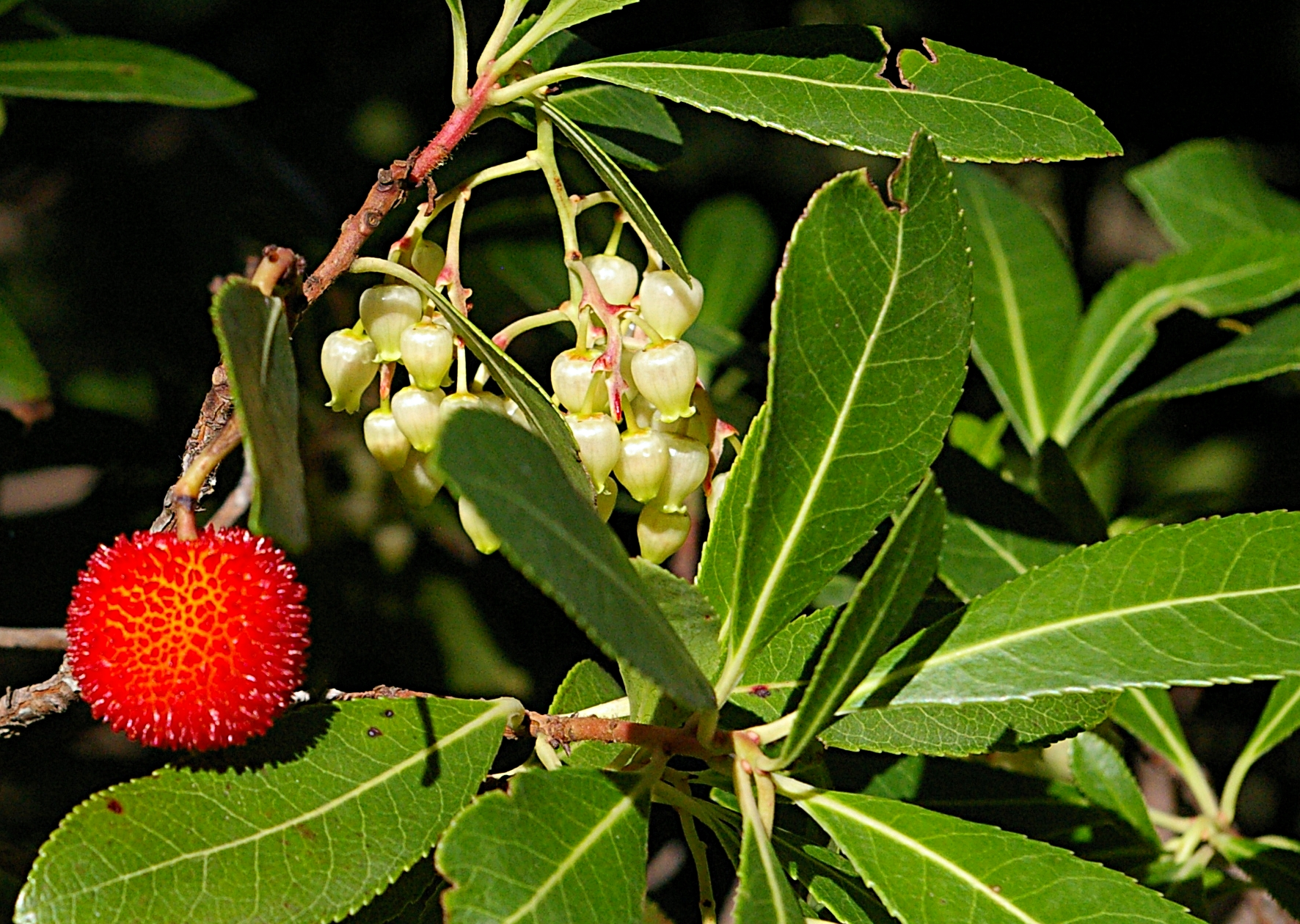
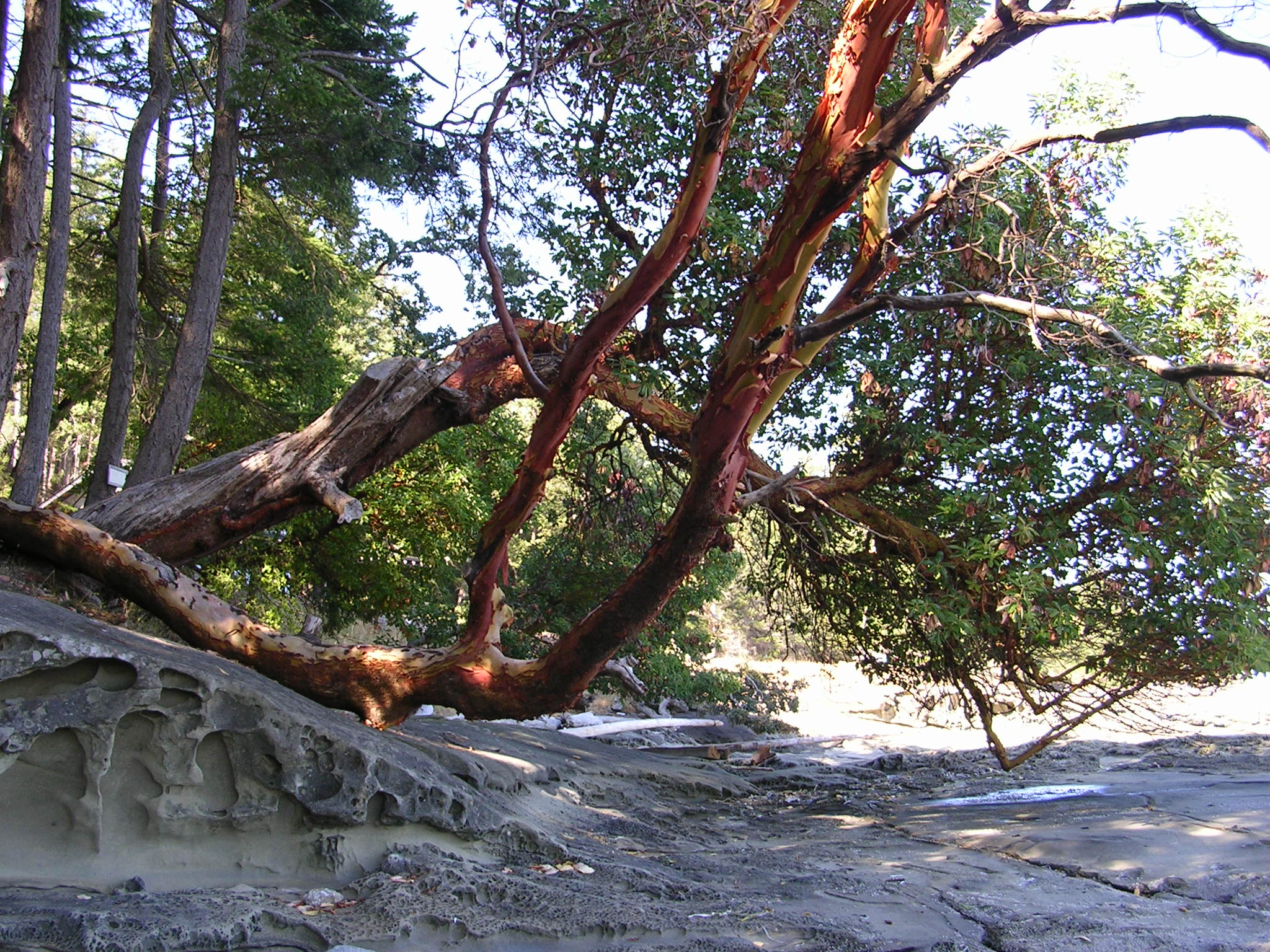

- Arbutus xalapensis Kunth